# Prays ducalis
Prays ducalis is een vlinder uit de familie Praydidae. Prays ducalis werd in beschreven door Edward Meyrick.